# The Masters 2020 (snooker)
The Masters 2020 è un torneo di biliardo, il sedicesimo evento della stagione snooker 2019-2020, il sesto Non-Ranking ed è la 46ª edizione di questo torneo che si è disputato dal 12 al 19 gennaio 2020 a Londra in Inghilterra.
È il secondo torneo stagionale della Tripla Corona.
1° Masters, 2º torneo della Tripla Corona e 8º Titolo Non-Ranking per Stuart Bingham.
Finale 2019: Judd Trump è il campione in carica dopo aver battuto per 10-4 Ronnie O'Sullivan nella finale dello scorso anno nella quale ha ottenuto il suo 1° successo in questo torneo e il 2° tra tutti i tre titoli della Tripla Corona.

## Montepremi
- Vincitore: £250.000
- Finalista: £100.000
- Semifinalisti: £60.000
- Quarti di Finale: £30.000
- Sedicesimi di Finale: £15.000
- Miglior Break della competizione: £15.000

## Partecipanti
Al torneo vengono invitati i primi 16 giocatori del Ranking dopo lo UK Championship. Judd Trump è automaticamente incluso nel torneo dopo la vittoria del Masters e del Campionato mondiale nel 2019.
Il 7 dicembre 2019 Ronnie O'Sullivan comunica di non voler partecipare al torneo per motivi personali. Di conseguenza il numero 17 del mondo Ali Carter prende il suo posto.

## Avvenimenti

### Sedicesimi di Finale

#### 12 gennaio
Nella prima giornata del torneo ci sono subito due sorprese: il vincitore di questo torneo nel 2011 e campione in carica dello UK Championship Ding Junhui si fa eliminare da Joe Perry, finalista qui nel 2017. Alla sera il tre volte trionfatore Mark Selby perde contro Ali Carter.

#### 13 gennaio
La seconda inizia con un match avvincente tra Stephen Maguire e Neil Robertson. Quest'ultimo dopo essere stato avanti 4-0 e 5-1 perde al decisivo 5-6. Nella seconda sfida David Gilbert domina la sua prima partita al Masters nella sua carriera e batte 6-1 Mark Allen.

#### 14 gennaio
Il campione in carica Judd Trump viene eliminato da Shaun Murphy, vincitore qui nel 2015, per 6-3 dopo essere stato avanti 3-2. Successivamente John Higgins domina il match contro Barry Hawkins e vince 6-1.

#### 15 gennaio
Nella quarta giornata entrambe le sfide finiscono 6-2, a favore di Kyren Wilson e Stuart Bingham che si impongono rispettivamente su Jack Lisowski e Mark Williams.

### Quarti di Finale

#### 16 gennaio
Murphy e Carter battono rispettivamente Perry e Higgins per 6-3.

#### 17 gennaio
Negli altri due quarti di finale Gilbert conferma il suo ottimo stato di forma battendo Maguire per 6-2 al pomeriggio. Nel match serale Bingham recupera dal 1-4 in favore di Wilson al 6-4 in suo favore raggiungendo la sua seconda semifinale in questo torneo dopo quella del 2016.

### Semifinali

#### 18 gennaio
Le due semifinali perdono i giocatori con il miglior Ranking: Murphy viene sconfitto da Carter 3-6 e Gilbert si fa battere da Bingham 2-6. Si tratta per entrambi la prima finale al Masters, per Carter la terza in un torneo della Tripla Corona dopo le finali al Campionato mondiale perse contro Ronnie O'Sullivan nel 2008 e nel 2012, mentre per Bingham è la seconda dopo la vittoria contro Murphy al Campionato mondiale 2015.

### Finale

#### 19 gennaio
Nella prima sessione della finale Bingham conduce 5-3 su Carter. Nella seconda sessione Carter vince quattro frames di fila non riuscendo però a continuare dopo la pausa di metà sessione, in cui Bingham si porta sul 9-7. Carter vince il 17° frames ma ciò non contribuisce ad un ritorno di fiamma: Bingham vince infatti l'ultimo frame realizzando il primo centone del suo torneo e alzando il Paul Hunter Trophy per la prima volta in carriera.

## Fase a eliminazione diretta
| Sedicesimi di Finale      | Quarti di Finale          | Semifinali                | Finale                  |
| ------------------------- | ------------------------- | ------------------------- | ----------------------- |
| Al meglio degli 11 frames | Al meglio degli 11 frames | Al meglio degli 11 frames | Al meglio dei 19 frames |

| Giocatore      | Giocatore       | Risultato |
| -------------- | --------------- | --------- |
| Judd Trump     | Shaun Murphy    | 3 - 6     |
| Ding Junhui    | Joe Perry       | 3 - 6     |
| Mark Selby     | Ali Carter      | 4 - 6     |
| John Higgins   | Barry Hawkins   | 6 - 1     |
| Neil Robertson | Stephen Maguire | 5 - 6     |
| Mark Allen     | David Gilbert   | 1 - 6     |
| Kyren Wilson   | Jack Lisowski   | 6 - 2     |
| Mark Williams  | Stuart Bingham  | 2 - 6     |

| Giocatore       | Giocatore      | Risultato |
| --------------- | -------------- | --------- |
| Shaun Murphy    | Joe Perry      | 6 - 3     |
| Ali Carter      | John Higgins   | 6 - 3     |
| Stephen Maguire | David Gilbert  | 2 - 6     |
| Kyren Wilson    | Stuart Bingham | 4 - 6     |

| Giocatore     | Giocatore      | Risultato |
| ------------- | -------------- | --------- |
| Shaun Murphy  | Ali Carter     | 3 - 6     |
| David Gilbert | Stuart Bingham | 2 - 6     |

| FINALE Alexandra Palace, Londra, Inghilterra, Regno Unito, 19 gennaio 2020 ARBITRO: Brendan Moore                      | FINALE Alexandra Palace, Londra, Inghilterra, Regno Unito, 19 gennaio 2020 ARBITRO: Brendan Moore | FINALE Alexandra Palace, Londra, Inghilterra, Regno Unito, 19 gennaio 2020 ARBITRO: Brendan Moore |
| Ali Carter (16) | 8 - 10                                                                                            | Stuart Bingham (13)                                                                               |
| --- | ------------------------------------------------------------------------------------------------- | ------------------------------------------------------------------------------------------------- |
| PRIMA SESSIONE: 1-0 1-1 1-2 2-2 3-2 3-3 3-4 3-5 (3-5) SECONDA SESSIONE: 4-5 5-5 6-5 7-5 7-6 7-7 7-8 7-9 8-9 8-10 (5-5) |                                                                                                   |                                                                                                   |
| MIGLIOR BREAK: 133 CENTURY BREAKS: 2                                                                                   |                                                                                                   | MIGLIOR BREAK: 109 CENTURY BREAKS: 1                                                              |
| Stuart Bingham vince il Masters 2020                                                                                   |                                                                                                   |                                                                                                   |

### Century Breaks(18)[22]
| N° | Giocatore       | Century Breaks | Miglior Break |
| -- | --------------- | -------------- | ------------- |
| 1  | David Gilbert   | 3              | 144 (£15.000) |
| =  | Judd Trump      | 3              | 128           |
| =  | Shaun Murphy    | 3              | 120           |
| 2  | Ali Carter      | 2              | 133           |
| 3  | John Higgins    | 1              | 140           |
| =  | Kyren Wilson    | 1              | 139           |
| =  | Neil Robertson  | 1              | 136           |
| =  | Ding Junhui     | 1              | 135           |
| =  | Stuart Bingham  | 1              | 109           |
| =  | Stephen Maguire | 1              | 105           |
| =  | Barry Hawkins   | 1              | 101           |